# Colombiano Marvão
Colombiano Marvão foi vereador, escrivão da polícia, juiz, teatrólogo, ator e artista plástico famoso no estado do Pará, sobretudo no município de Alenquer, o qual foi homenageado com nome de uma rua: Tv. Colombiano Marvão , e na capital Belém. 

## Biografia
O mesmo se apresentava junto com sua filha Maria Tereza Marvão no Teatro da Paz, realizando shows de ocultismo e de magia variáveis. Os Shows consistiam no uso de truques de mágicas e na utilização de truques paranormais, utilizando magnetismo, ilusionismo, habilidades sobrenaturais etc.
O senhor Marvão ficou amplamente conhecido na região de Alenquer devido sua hospitalidade, possuindo uma mansão, transformada em hotel, a qual recebia celebridades locais como Líbero Luxardo; Governador do Estado do Pará Magalhães Barata; Aurélio Ducarmo, Ruy Barata e tantas outras figuras da região.
Na política tinha como seu maior rival o escritor Benedicto Monteiro.
Colombiano Marvão, sua esposa Raquel Marvão (Rachel Benzequem Marvão) e sua família possuíam um ilustre hotel, o qual marcou a paisagem da cidade

## União Esportiva de Alenquer
Em 1º de julho de 1917 houve a fundação do Alenquer esporte, um time de futebol da cidade de Alenquer, o qual marcou sua fundação através da vitória de uma partida oficial entre a equipe de Alenquer e a equipe de Óbitos.
O clube se formalizou e em 1923 organizou-se de forma oficial e legal, com criação de um estatuto, com o nome de União Esportiva, sugerido por um dos seus quatro fundadores, o senhor Manoel Cardoso. Com o clube não tinha sede, houve o empréstimo de uma residência temporária por apoio de Arlindo Burlamaqui. Depois da eleição da primeira diretoria efetiva, o União passou ter uma sede própria, na casa do seu primeiro presidente oficial, Colombiano Marvão. 
A sede da União foi na própria residência do senhor Marvão, situado na Rua siqueira de Campos (atualmente Coaracy Nunes). Nessa época a família Marvão não residia no belo casarão que ocupava a Rua da Frente.
Na primeira diretoria oficial da União Esportiva faziam parte: Colombiano Marvão (presidente); Sebastião Bentes (vice-presidente); Onésimo Arouche (tesoureiro); Shalon Dahan (secretário); Manoel Cardoso (diretor de esportes) e Antonico Dias (diretor de sede)

## Família
Colombiano Marvão e Raquel Marvão tiveram 16 filhos, sendo 04 homens e 12 mulheres
Dos homens:
1. João de Deus Benjamin Marvão
2. Gil Jorge Marvão
3. Márcio Célio Marvão
4. Raul Marvão

Das mulheres
1. Maria do Carmo Marvão de Abreu
2. Josete Marvão
3. Maria de Jesus Marvão
4. Maria de Nazaré Marvão
5. Maria Ducarmo Marvão
6. Maria Tereza Marvão - A famosa ocultista de Alenquer
7. Marianizia Marvão de Paula
8. Miriete Marvão
9. Mirian Marvão
10. Maria do Socorro Marvão
11. Almericia Marvão Carneiro
12. Raquel Marvão

1. ↑  «O Liberal (PA) - 1946 a 1989». Coleção Digital de Jornais e Revistas da Biblioteca Nacional. 13 de maio de 1947. Consultado em 18 de dezembro de 2022
2. ↑  «O Marambiré do Pacoval de Alenquer – Patrimônio Artístico e Cultural do Estado»
3. ↑  Valente, Luis Ismarelino. «O União Esportiva de Alenquer»